# الحرب السعودية الرشيدية
حرب آل سعود-آل رشيد 1903-1907، وتسمى أيضا بمعارك القصيم، بين القوات الموالية لآل سعود حكام إمارة نجد الجديدة ضد إمارة حائل (جبل شمر)، التي يحكمها آل رشيد. انتهت معارك تلك الحرب المتقطعة بالانتصار الحاسم للسعوديون في معركة روضة مهنا واستيلائهم على القصيم في 13 أبريل عام 1906، بالرغم من الاشتباكات أخرى جرت سنة 1907.
كانت أول معارك السلطان عبد العزيز آل سعود ضد إمارة جبل شمر حليف الدولة العثمانية والمدعوم من قبلها 8 كتائب عسكرية عدد أفراد الكتيبة الواحدة من 300 إلى 1000 فرد. ودارت العديد من المعارك بين الجيش السعودي بقيادة السلطان عبد العزيز آل سعود ضد إمارة جبل شمر، التي يحكمها عائلة آل رشيد. وانتهت معارك تلك الحرب المتقطعة بالانتصار الحاسم للسعوديون في معركة روضة مهنا واستيلائهم على القصيم في 13 أبريل عام 1906، بالرغم من الاشتباكات أخرى جرت سنة 1907. وبدأت أولى المعارك بمدينة عنيزة في مارس 1904، حيث انتصر السلطان عبد العزيز آل سعود على عبد العزيز بن متعب الرشيد. وسيطرت القوات السعودية على مدينة عنيزة. وكانت خسائر إمارة جبل شمر كبيرة حيث خسرت 370 رجل مقارنة بخسائر القوات السعودية التي لم تتعدى رجلين.
وفي عام ربيع الآخر 1322 هـ الموافق 15 يونيو 1904، علم عبدالعزيز بن متعب الرشيد بانتصارات السلطان عبد العزيز آل سعود في القصيم، وهو في العراق يستمد العون من الدولة العثمانية، ويستثير قبيلة شمر لنجدته، فاشتد غضبه خاصة على أهل القصيم الذين ساعدوا السلطان عبد العزيز آل سعود. فأمدته الدولة العثمانية بعدد كبير من الجند النظامين بأسلحتهم الحديثة من المدافع وكميات كبيرة من المؤن، وقدّر عدد الجنود المدد بنحو 1500 جندي أغلبهم من الشام والعراق يعملون في الجيش السادس الذي أرسلهم إلى تلك المنطقة في حملتين، مارس وأكتوبر 1904. وقد هلك معظم جنود تلك القوة في المعارك، خاصة بعد اندحار الحملة الأولى ومقتل قائدها شكري بك.
نشب القتال بين الطرفَين في البكيرية، ورجحت كفة عبدالعزيز بن متعب الرشيد في المعركة، إذ ركز نيران مدافعه ضد القسم الذي يقوده السلطان عبد العزيز آل سعود مما ألحق به خسائر بشرية كبيرة وأرهق قواته، فضلاً عن جرح يده اليسرى بشظية، اضطر بعدها السلطان عبد العزيز آل سعود إلى التراجع، وانتهت المعركة بهزيمة السلطان عبد العزيز آل سعود، ووصلت خسائر القوات السعودية مايقارب 900 رجل منهم 4 من آل سعود.
على الرغم من أهمية معركة البكيرية إلاّ أنها لم تكن حاسمة، فقد خسر السلطان عبد العزيز آل سعود كثيراً من جنده ومعداته، ولكنه بخبرته وحسن قيادته استطاع أن يعوض هذا النقص وجمع حوالي عشرة آلاف مقاتل في خلال عشرة أيام. وتوجه إلى الشنانة حيث يتمركز عبد العزيز بن متعب الرشيد وقواته بالإضافة إلى حسن حسني قائد القوات العثمانية، في 29 سبتمبر 1904، استمرت المناوشات بين السلطان عبد العزيز آل سعود، وعبد العزيز بن متعب الرشيد أكثر من ثلاثة أشهر حتى تناقصت المؤن التي كانت بعيدة عن عبد العزيز بن متعب الرشيد بينما كانت بلدان القصيم تمد السلطان عبد العزيز آل سعود بما يحتاجه عندها أدرك عبد العزيز بن متعب الرشيد صعوبة موقفه فانسحب، ثم هاجمه السلطان عبد العزيز آل سعود في الشنانة وانتصر عليه واستولى على كثير من الأسلحة والمؤن التركية، وأجبر عبد العزيز بن متعب الرشيد والقوات العثمانية للرجوع إلى روضة مهنا.
وفي 16 صفر 1324هـ الموافق 12 أبريل 1906، وصل السلطان عبد العزيز آل سعود خبر نزول عبد العزيز بن متعب الرشيد في روضة مهنا، ليجتمع إلى صالح بن حسن بن مهنا أمير بريدة الذي يسعى إلى الاستقلال عن السلطان عبد العزيز آل سعود، وكان السلطان عبد العزيز في مجمع البطنان غرب الدهناء وتفصله عن خصمه مسافة ساعتين، فأمر أتباعه بالتوجه إلى مهاجمة خصمه. وبدأوا هجومهم، ودارت المعركة تحت جنح الظلام واحتلوا مراكز لجنود عبد العزيز بن متعب الرشيد الذين تقهقروا، ولم يعلم عبد العزيز بن متعب الرشيد بانسحاب جنوده وهو يجول على حصانه يحضهم على الثبات، وفوجئ بوجوده وسط جنود السلطان عبد العزيز آل سعود، الذين عرفوا صوته وهو يصيح بحامل الراية السعودية يظنه حامل رايته، فأطلقوا عليه رصاص بنادقهم فقتل من فوره ولم يصب فرسه ولا العبد الذي يرافقه بأذى،  وانهزم جنوده لا يلوون على شيء، وحمل رجال السلطان عبد العزيز آل سعود رأسه إلى بريدة ليشاهده الأهالي، وأعطوا الأمير السلطان عبد العزيز آل سعود خاتمه وسيفه، وكان عبد العزيز بن متعب الرشيد في الخمسين من عمره عند مقتله، وتولى الإمارة الرشيدية من بعده ابنه متعب. وانتهت معركة روضة مهنا بانتصار السلطان عبد العزيز آل سعود وعلى إثر ذلك انسحبت القوات العثمانية من نجد. ويعتبر انتصار السلطان عبد العزيز آل سعود في معركة روضة مهنا منعطفا تاريخيا هاما وحاسما لبداية زوال إمارة جبل شمر وحكم أسرة آل رشيد من حائل وشبة الجزيرة العربية على يد السلطان عبد العزيز آل سعود. وعُقِد صلح بين السلطان عبد العزيز آل سعود وبين متعب بن عبد العزيز الرشيد الذي خلف والده على أن لا يكون لآل رشيد سوى جبل شمر وما يليه شمالاً، وتنازل بموجبه عن جميع بلاد القصيم وسائر مناطق نجد.
وفي 27 ديسمبر 1906، قتل متعب بن عبد العزيز الرشيد من قبل سلطان الحمود الرشيد الذي عاد إلى حائل وأعلن نفسه حاكما لإمارة جبل شمر، ونقض الاتفاق مع السلطان عبد العزيز آل سعود وتحالف مع أمير بريدة محمد بن عبدالله ال مهنا وفيصل الدويش وعسكر بالطرفية، فخرج السلطان عبد العزيز آل سعود بجيشه عام 24 سبتمبر 1907، ودارت بين الطرفين معركة شرسة انتهت بانتصار القوات السعودية بقيادة السلطان عبد العزيز آل سعود.
وفي 2 نوفمبر 1921م الموافق 29 صفر 1340هـ، بدأت معركة النيصية بين إمارة جبل شمر بقيادة محمد بن طلال بن نايف الرشيد وجيش الإخوان بقيادة فيصل الدويش مدعوم بالقوات السعودية بقيادة السلطان عبد العزيز آل سعود. وإنتهت المعركة بانتصار السلطان عبد العزيز آل سعود، وتراجع محمد بن طلال بن نايف الرشيد إلى دخل أسوار مدينة حائل حيث تكاملت قوات السطان عبد العزيز آل سعود لحصارها، واستمر الحصار حتى انتهى بالصلح وتسليم المدينة للقوات السعودية. وبعد سيطرت القوات السعودية على مدينة حائل إنتهت إمارة جبل شمر ودخلت أراضيها لحكم السعودية وانتهى حكم آل رشيد.

## المعارك
مجموع الخسائر البشرية لمعارك الحرب آل سعود-آل رشيد كانت (2,607) وموزعة كالتالي:
معركة عنيزة 372 قتيل.
معركة بريدة - غير معروف.
معركة البكيرية - 2,200 قتيل.
معركة الشنانة - غير معروف.
معركة روضة مهنا - أكثر من 35 قتيل.
معركة الطرفية - غير معروف.